# St. Sebastian (München)

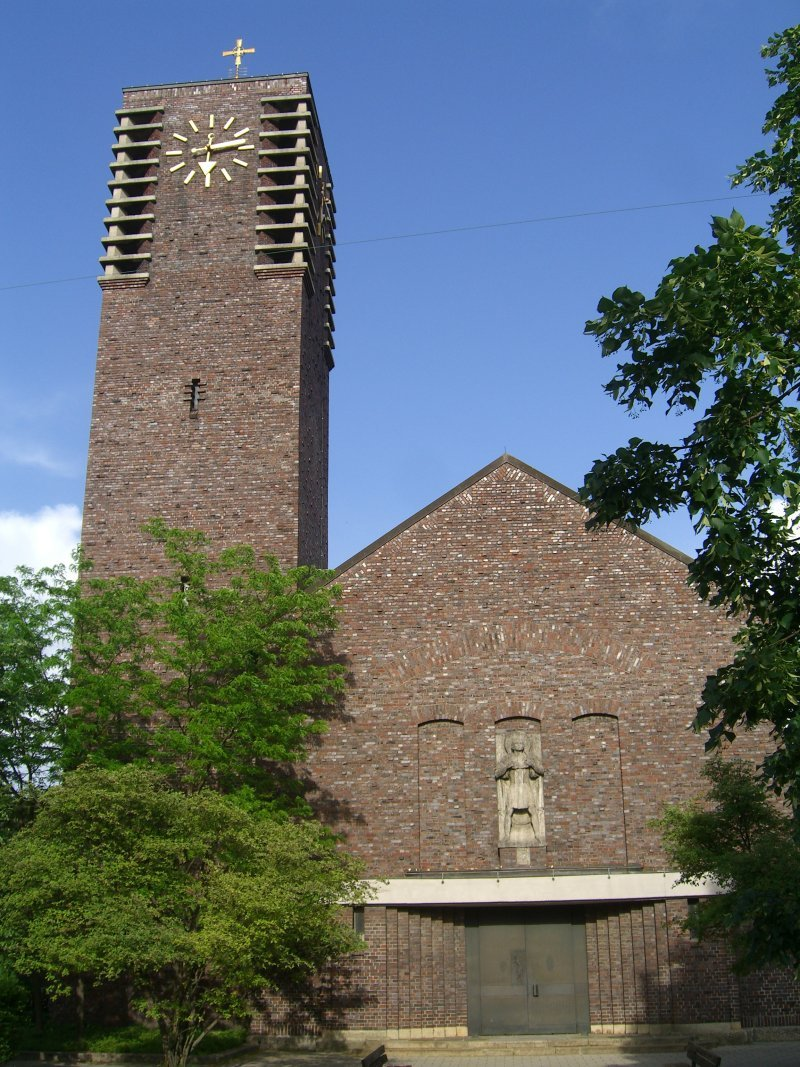
St. Sebastian 2007

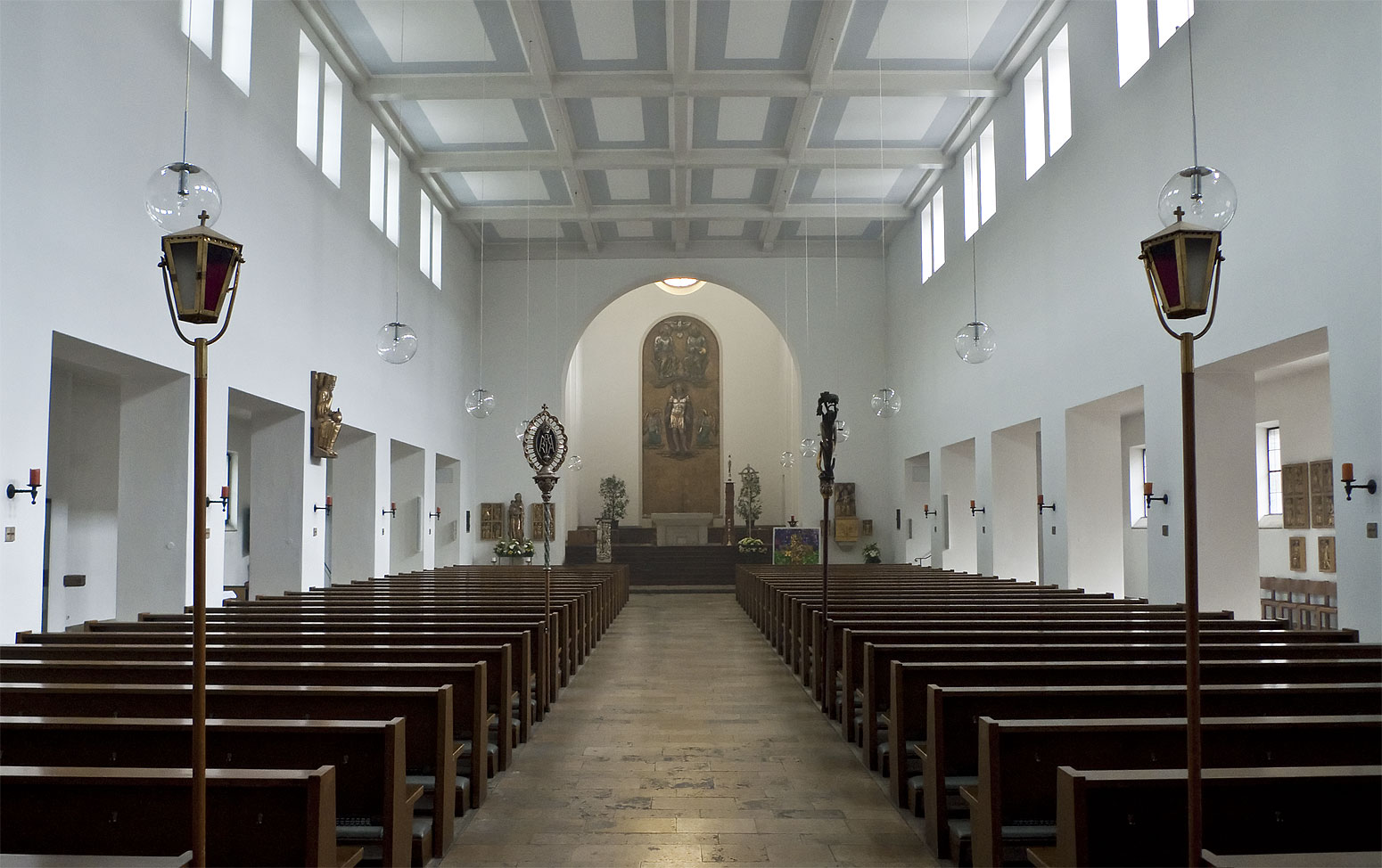
St. Sebastian Innenraum

Die katholische Pfarrei St. Sebastian gehört zum Dekanat Innenstadt und liegt im Münchner Bezirk Schwabing-West. Sie ist seit 2014 Sitz des Pfarrverbandes „Am Luitpoldpark“, welcher zusammen mit der Schwestergemeinde Maria vom Guten Rat gegründet wurde.

## Lage / Erreichbarkeit
Die Kirche St. Sebastian liegt an der Kreuzung der Schleißheimer Straße mit der Karl-Theodor-Straße/Ackermannstraße. Das Pfarrhaus mit Pfarramt befindet sich in der Hiltenspergerstraße 115. Die Kirche befindet sich unmittelbar an der Straßenbahnlinie 27, Haltestelle Ackermannstraße.

## Pfarrgebiet
Das Pfarrgebiet umfasst Teile von Schwabing-West (Bezirksteil Am Luitpoldpark) und Milbertshofen-Am Hart (Bezirksteil Am Riesenfeld). Im Bereich des Pfarrgebiets liegen der Luitpoldpark, der Bayernpark und der südliche Teils des Olympiageländes.

## Pfarrei
Die Pfarrei St. Sebastian ist mit 8892 gemeldeten Katholiken die größte Pfarrei im Dekanat München Innenstadt und die viertgrößte Pfarrei der Diözese München und Freising.
Zur Pfarrei St. Sebastian gehört als Nebenkirche die Hauskapelle im Altenheim St. Willibrord.
Das Pfarrpatrozinium zu Ehren des Hl. Sebastian wird am 20. Januar gefeiert bzw. am nächstgelegenen Sonntag.
Am 14. Dezember 2014 wurde zusammen mit der Kirche Maria vom Guten Rat der Pfarrverband „Am Luitpoldpark“ gegründet. Den Pfarrverbandsgründungsgottesdienst am Adventssonntag „Gaudete“ leitete der Bischofsvikar Rupert Graf zu Stolberg-Stolberg.

## Geschichte
Schon 1905 wurde geplant, eine weitere Pfarrei in Schwabing zu errichten, um die Pfarrei St. Ursula zu entlasten. Am 9. Dezember 1928 wurde dann der Grundstein für St. Sebastian gelegt. Der Bau im Stil der Neuen Sachlichkeit ist ein Werk von Eduard Herbert und Otho Orlando Kurz, er steht heute unter Denkmalschutz, ebenso wie die umgebenden Wohnbauten zu beiden Seiten der Karl-Theodor-Straße von denselben Architekten.
Am 10. November 1929 wurde St. Sebastian von Erzbischof Michael Kardinal Faulhaber geweiht. Geistlicher Rat Otto Breiter war von 1928 bis zu seinem Tod im Jahr 1954 der erste Pfarrer der Gemeinde von St. Sebastian. Am 11. Juli 1944 wurden die Kirche und das Pfarrhaus bei einem Luftangriff der 8. US-Luftflotte knapp von drei Phosphorkanistern und zahlreichen Brandbomben verfehlt, ein Kanister schlug im linken Seitenschiff ein. Am 31. Juli 1944 wurde die Kirche fast vollständig durch Brandbomben zerstört. Die Kirche wurde danach bis 1949 vereinfacht wieder aufgebaut.
Aus dem Turm erklingt ein vierstimmiges Gußstahlgeläute des Bochumer Vereins aus dem Jahr 1955 in Schlagtonfolge cis1 - e1 - fis1 - a1.
1964: Renovierung und Neugestaltung des Kircheninnenraumes.
Während der 1970er Jahre besaß die Pfarrei die größte Pfarrjugend der Diözese München und Freising. Heute (2014) bietet sie eine regelmäßige Schmökerstunde zur Förderung der Lesekompetenz von Kindern und Jugendlichen. Die Pfarrei hat vier Chöre: Zwergerlchor, Kinderchor, Patchworkchor und der SebastiansChor München.
Erst nach fünfzigjährigem Bestehen erhielt die Pfarrei ein eigenes Pfarrheim mit Pfarrsaal von den Architekten Beck - Enz - Yelin. Ein Verbindungsbau zwischen Kirche und Pfarrhaus ist entstanden, der einen Saal und zweckmäßige Nebenräume für Gruppenarbeit enthält.
|  |  |  |  |

## Pfarrer
Aus Kirche im Wandel: 50 Jahre Sankt Sebastian in München-Schwabing
- 1929–1954: Otto Breiter
- 1954–1956: Josef Schäffler
- 1957–1969: Vitus Grain
- 1970–1973: Franz Niedermayer
- 1974–1987: Leonhard Huber
- 1987–1998: Charles Borg-Manché
- 1998–2012: Bernhard Rümmler
- seit 2012: Johannes Oberbauer

## Pfarrverband
Seit der Gründung im Dezember 2014 wurde die Zusammenarbeit der beiden Pfarreien St. Sebastian und Maria vom Guten Rat vertieft und optimiert. So arbeiten die Gremien, wie etwa die beiden Pfarrgemeinderäte eng zusammen. Blieb die Jugend- und Ministrantenarbeit in beiden Pfarreien eher für sich, so bereichern gelegentlich gemeinsame Aktionen den Pfarrverband deutlich.
Mit rund 15.200 Katholiken beherbergt der Pfarrverband „Am Luitpoldpark“ zwei der größten Pfarreien im Dekanat Innenstadt. Wobei St. Sebastian mit ca. 8.800 Katholiken die führende Position im Pfarrverband zugesprochen bekam.

## Orgel

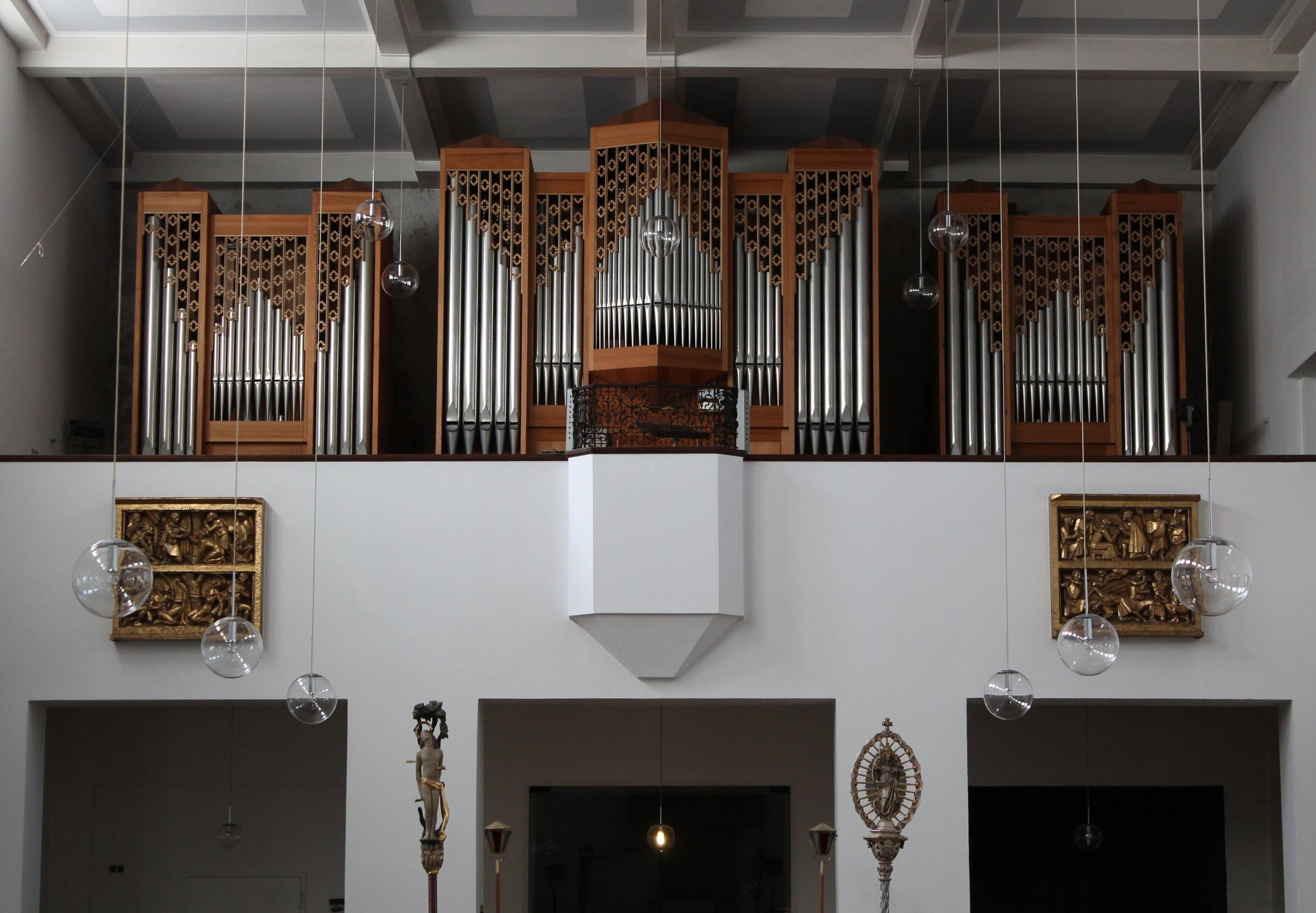
Die Orgel

Die Orgel wurde 1987 von Georg Jann gebaut. Sie hat 35 Register auf drei Manualen und Pedal. Der Orgelbau wurde durch eine „hochherzige Stiftung ermöglicht“, nach jahrelanger Planung wurde die Orgel am 20. Dezember 1987 feierlich geweiht. Die Disposition lautet:
| I Hauptwerk C–g3 |       |
| Praestant        | 8′    |
| Hohlflöte        | 8′    |
| Oktave           | 4′    |
| Flöte            | 4′    |
| Quinte           | 2 ⁄3′ |
| Superoktave      | 2′    |
| Mixtur IV–VI     | 1 ⁄3′ |
| Fagott           | 16′   |
| Trompete         | 8′    |

| II Positiv C–g3  |       |
| Rohrflöte        | 8′    |
| Prinzipal        | 4′    |
| Traversflöte     | 4′    |
| Sesquialterai II | 2 ⁄3′ |
| Waldflöte        | 2′    |
| Quinte           | 1 ⁄3′ |
| Scharff IV       | 1′    |
| Dulcian          | 8′    |
| Tremulant        |       |

| III Schwellwerk C–g3 |        |
| Bourdon              | 16′    |
| Hohlflöte            | 8′     |
| Salicional           | 8′     |
| Schwebung            | 8′     |
| Oktave               | 4′     |
| Kleingedackt         | 4′     |
| Nasat                | 2 ⁄3′  |
| Flageolet            | 2′     |
| Terz                 | 1 3⁄5′ |
| Rauschpfeife III–IV  | 2′     |
| Oboe                 | 8′     |
| Clairon              | 4′     |
| Tremulant            |        |

| Pedal C–f1    |     |
| Prinzipalbass | 16′ |
| Subbass       | 16′ |
| Gedacktbass   | 8′  |
| Oktavbass     | 8′  |
| Nachthorn     | 4′  |
| Hintersatz II | 2′  |
| Posaune       | 16′ |
| Trompete      | 8′  |

- Koppeln: 3 Normalkoppeln
- Spielhilfen: Tutti, Tutti ab, 6 Setzerkombinationen, Auslöser, Zungeneinzelabsteller
- Bemerkungen: Schleiflade, mechanische Spiel- und elektropneumatische Registertraktur